# Gymnodiptychus
Gymnodiptychus es un género de carpas que se encuentra en Asia. Actualmente cuenta con tres especies descritas.

## Especies
Hay actualmente tres especie reconocida en este género:
- Gymnodiptychus dybowskii (Kessler, 1874)
- Gymnodiptychus integrigymnatus T. P. Mo, 1989
- Gymnodiptychus pachycheilus Herzenstein, 1892